# Мерфрисборо (Теннесси)
Ме́рфрисборо (англ. Murfreesboro) — административный центр округа Ратерфорд, штат Теннесси, США. Центр населённости штата; крупнейший город округа, 6-й по количеству жителей город штата и 228-й по этому показателю в США. Столица штата с 1818 по 1826 год.

## География, транспорт

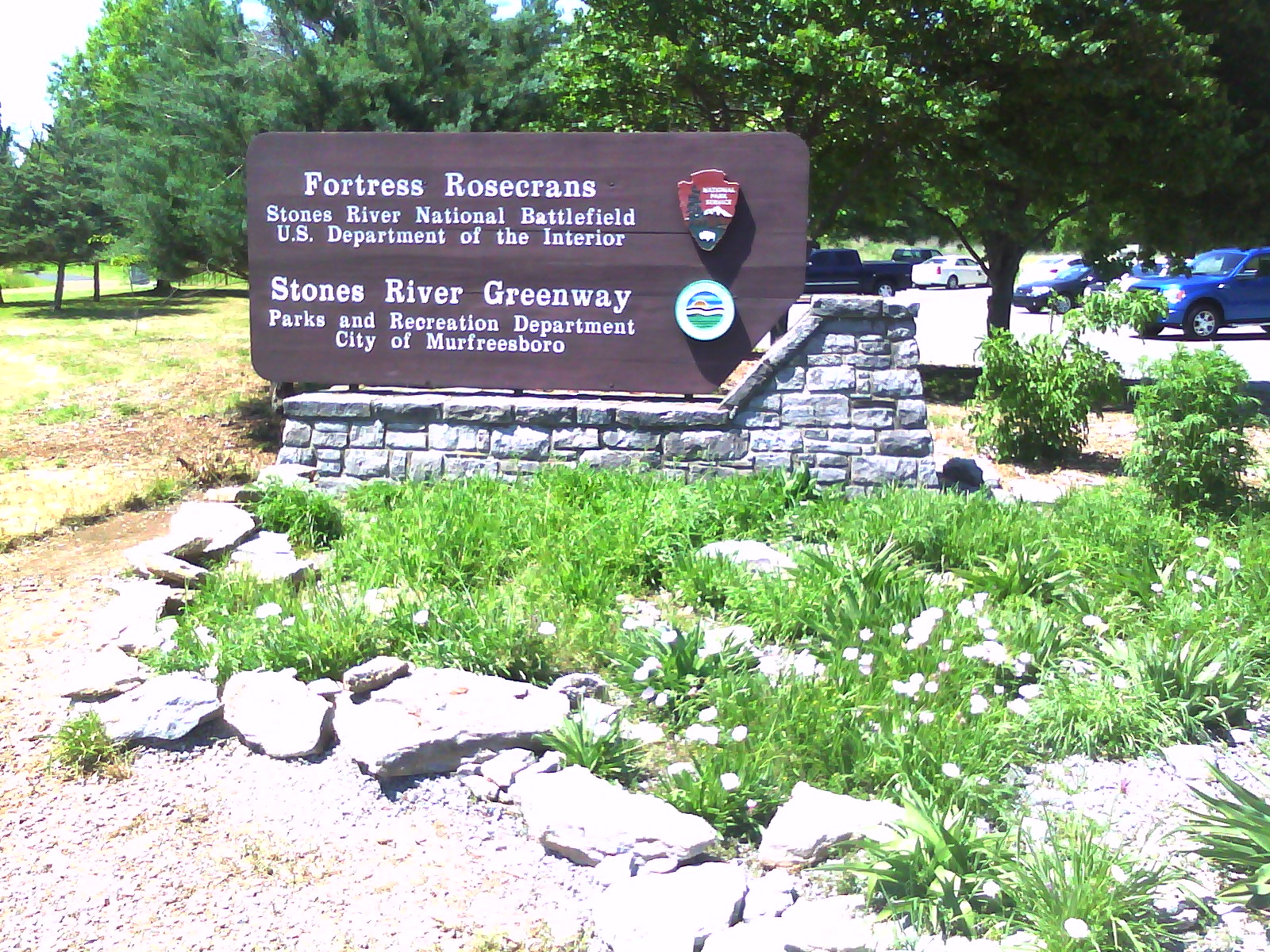
Старый парк «Форт» и гольф-поле

Город расположен в центре штата, является его центром населённости. Площадь города составляет 101,53 км², из которых 0,52 км² (0,54 %) занимают открытые водные пространства. В 2013 году правительство города опубликовало обновлённые данные, что площадь города составляет уже 144,88 км². Через город протекают крохотные речушки Уэст-Форк (приток Стоунс) и Литл-Крик; в юго-восточной части города находится озеро Тоддс, площадью около 0,15 км², названное в честь юриста и политика, лейтенант-губернатора Теннесси Эндрю Ли Тодда-старшего (1872—1945). Самая популярная зелёная зона города — Старый парк «Форт» и гольф-поле площадью более 0,2 км² с бейсбольными полями, теннисными кортами, детскими площадками, 18-луночным гольф-полем, местами для пикников и велодорожками.
Через Мерфрисборо проходят крупные автомагистрали I-24, US 41, US 70S, US 231; и менее крупные автодороги SR 1, SR 2, SR 10, SR 96, SR 99, SR 268 и SR 840. Воздушное сообщение обеспечивает одноимённый аэропорт, расположенный в северной части города.

## История
Поселение было основано в 1811 году под названием Каннонсберг (Cannonsburgh) в честь 8-го губернатора Теннесси Ньютона Каннона, но уже через месяц было переименовано в нынешнее название в честь героя войны Харди Мерфри. Инкорпорировано со статусом «город» (city) в 1817 году. С 1818 по 1826 год Мерфрисборо являлся столицей штата Теннесси, до этого и после столицей штата был и является поныне город Нашвилл. В первые десятилетия своего существования основным занятием жителей было выращивание хлопка, кукурузы и табака.
К 1853 году в Мерфрисборо работали три колледжа и несколько академий, из-за чего город иногда называли «Афины Теннесси».
31 декабря 1862 года у города началось крупная битва, вошедшая в историю под названием Сражение при Стоун-Ривер. Битва между Камберлендской армией и Теннессийской армией продолжалась три дня, за это время с обеих сторон погибли 23,5—25 тысяч солдат. Это было одно из самых кровопролитных сражений Гражданской войны.
В 1911 году в городе открылась двухлетняя школа для подготовки учителей, к 1925 году она превратилась в полноценный институт с четырёхлетним обучением.
После Второй мировой войны Мерфрисборо, как и весь округ Ратерфорд в целом, сменили вектор своего развития с сельского хозяйства на промышленное производство.
10 апреля 2009 года город подвергся разрушительному воздействию торнадо. В результате 2 горожанина погибли, 41 получили ранения, 845 домов получили повреждения, в том числе 117 были уничтожены полностью, ущерб был оценён в 41,8 миллионов долларов.
В 2010 году стало известно о начале строительства на территории города Исламского центра площадью более 1100 м², что немедленно вызвало волну протестов. На строящемся здании стали появляться вандальные надписи, случались поджоги строительной техники, был подан судебный иск против строительства. В августе 2011 года окружной судья вынес решение о продолжении возведения мечети, напомнив истцам о свободе вероисповедания в США. В 2012 году Центр начал свою работу.

## Достопримечательности
- Исламский центр Мерфрисборо[англ.] — функционирует с 2012 года.
- Государственный университет Среднего Теннесси[англ.] — работает с 1911 года.
- Самое большое в мире кедровое ведро — высота — 1,8 м, диаметр основания — 1,8 м, диаметр вершины — 2,7 м, объём — 7070 литров. Создано в 1887 году в Мерфрисборо, экспонировалось на Всемирной выставке 1893 года и Всемирной выставке 1904 года. В 2005 году частично уничтожено поджигателями[16], отреставрировано в 2011 году[17].
- Национальное поле сражения Стоунс-Ривер[англ.] — исторический парк площадью более 2,3 км², разбитый на месте одного из крупных сражений Гражданской войны.
- Первая Пресвитерианская церковь — построена в 1914 году, внесена в Национальный реестр исторических мест США (НРИМ) в 1993 году[18].

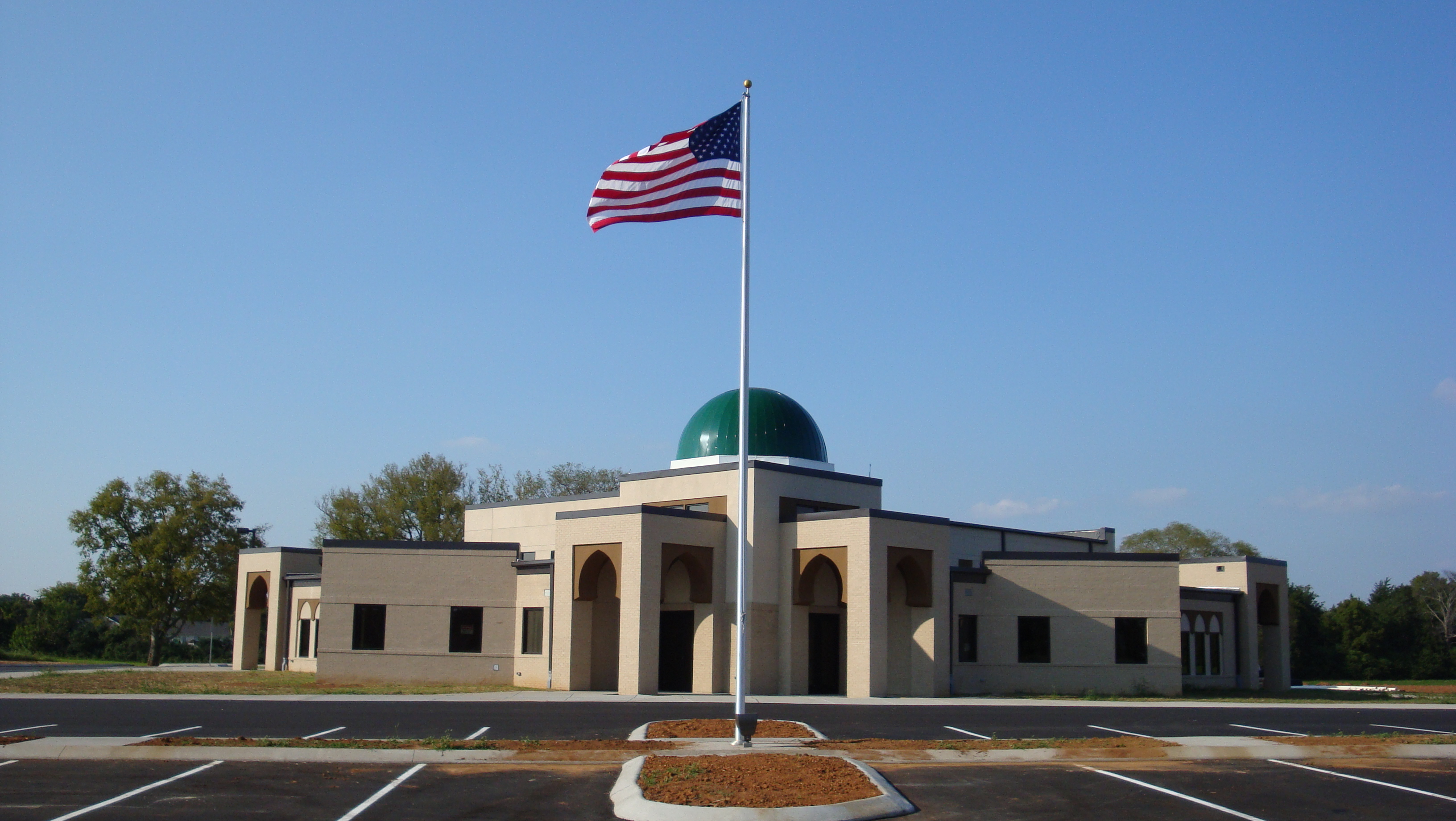
Исламский центр Мерфрисборо[англ.]
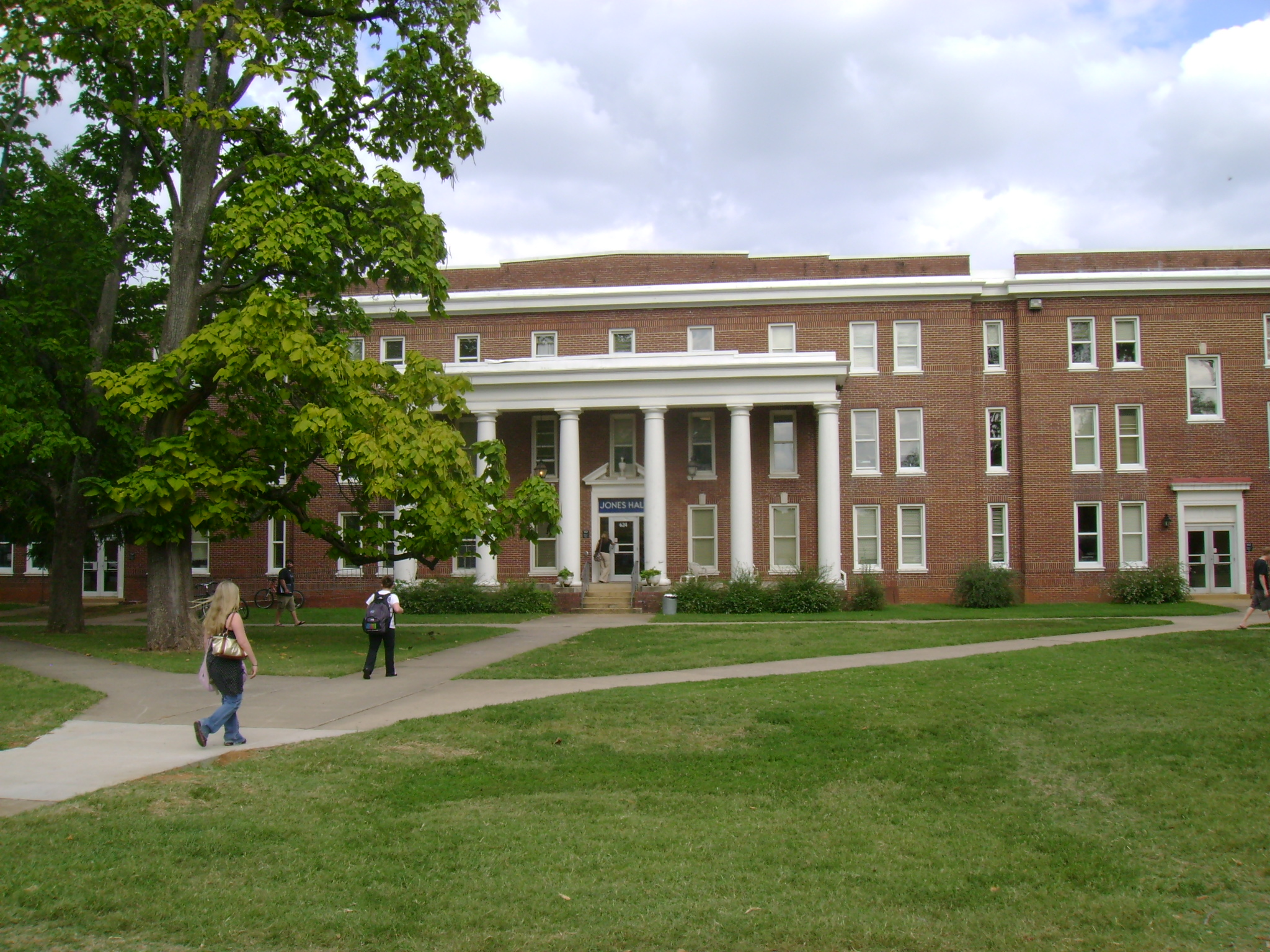
Государственный университет Среднего Теннесси[англ.] — здание «Джонс Холл»
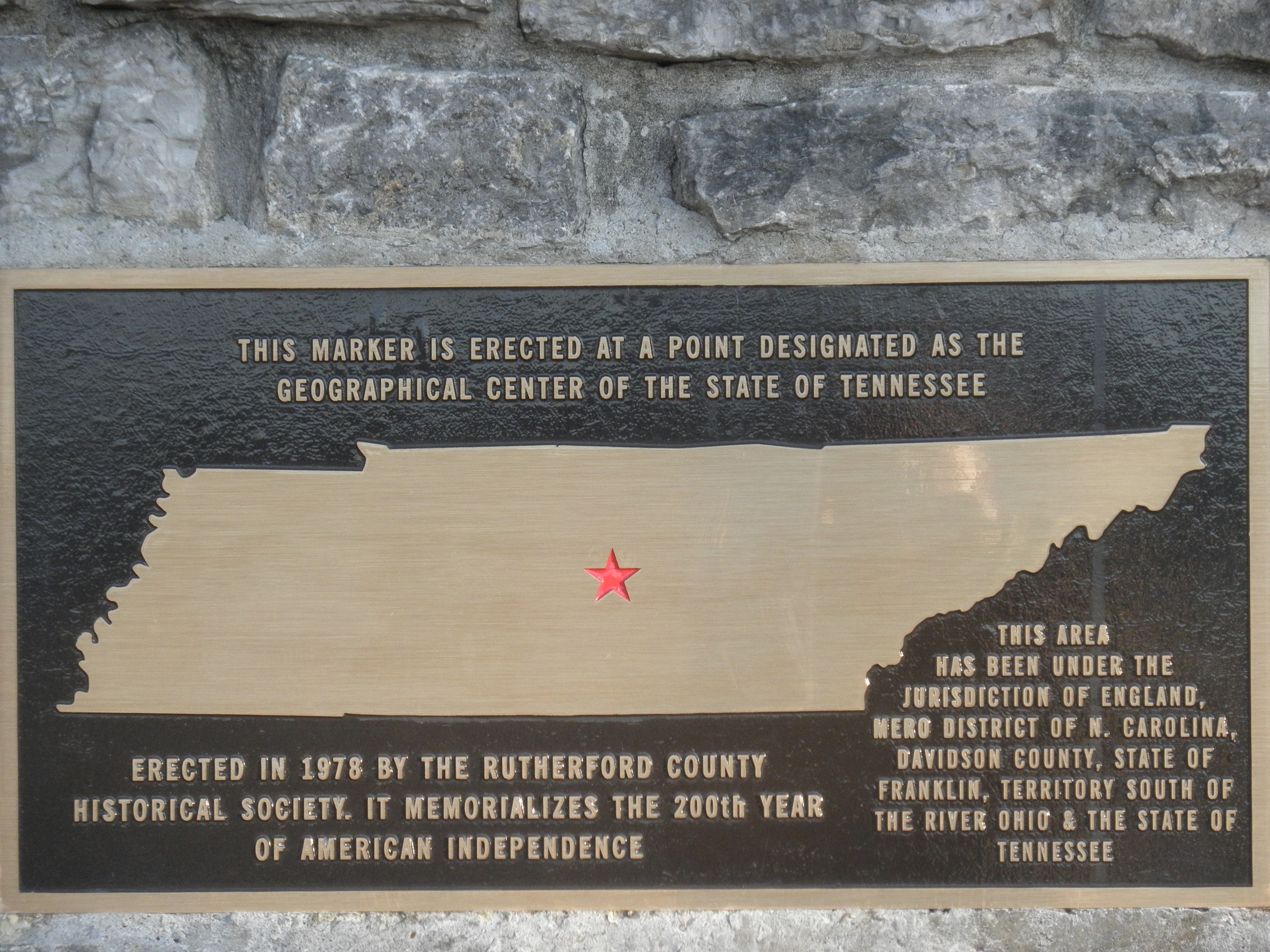
Мерфрисборо — центр населённости штата Теннесси. Памятная табличка установлена в 1978 году.
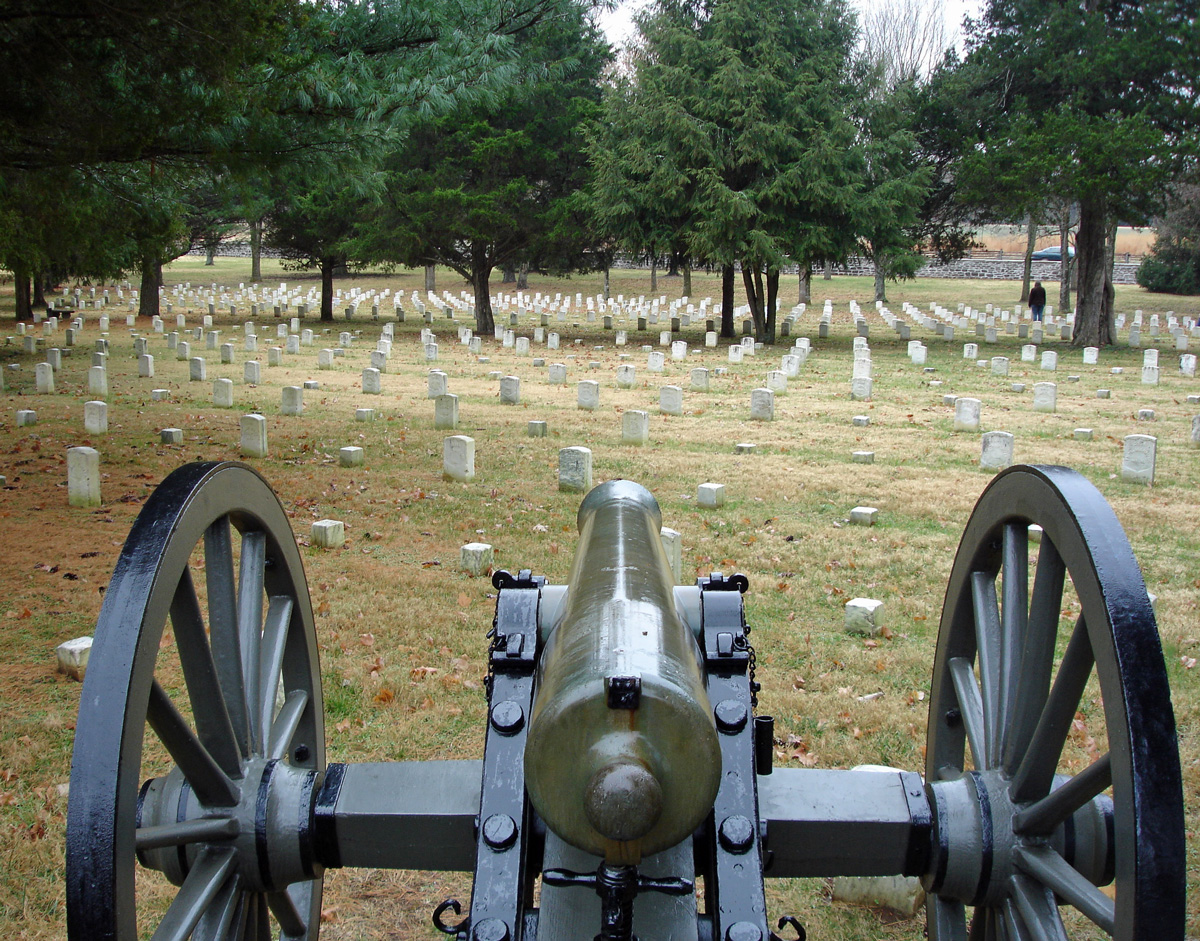
В парке Национальное поле сражения Стоунс-Ривер[англ.]

## Культура

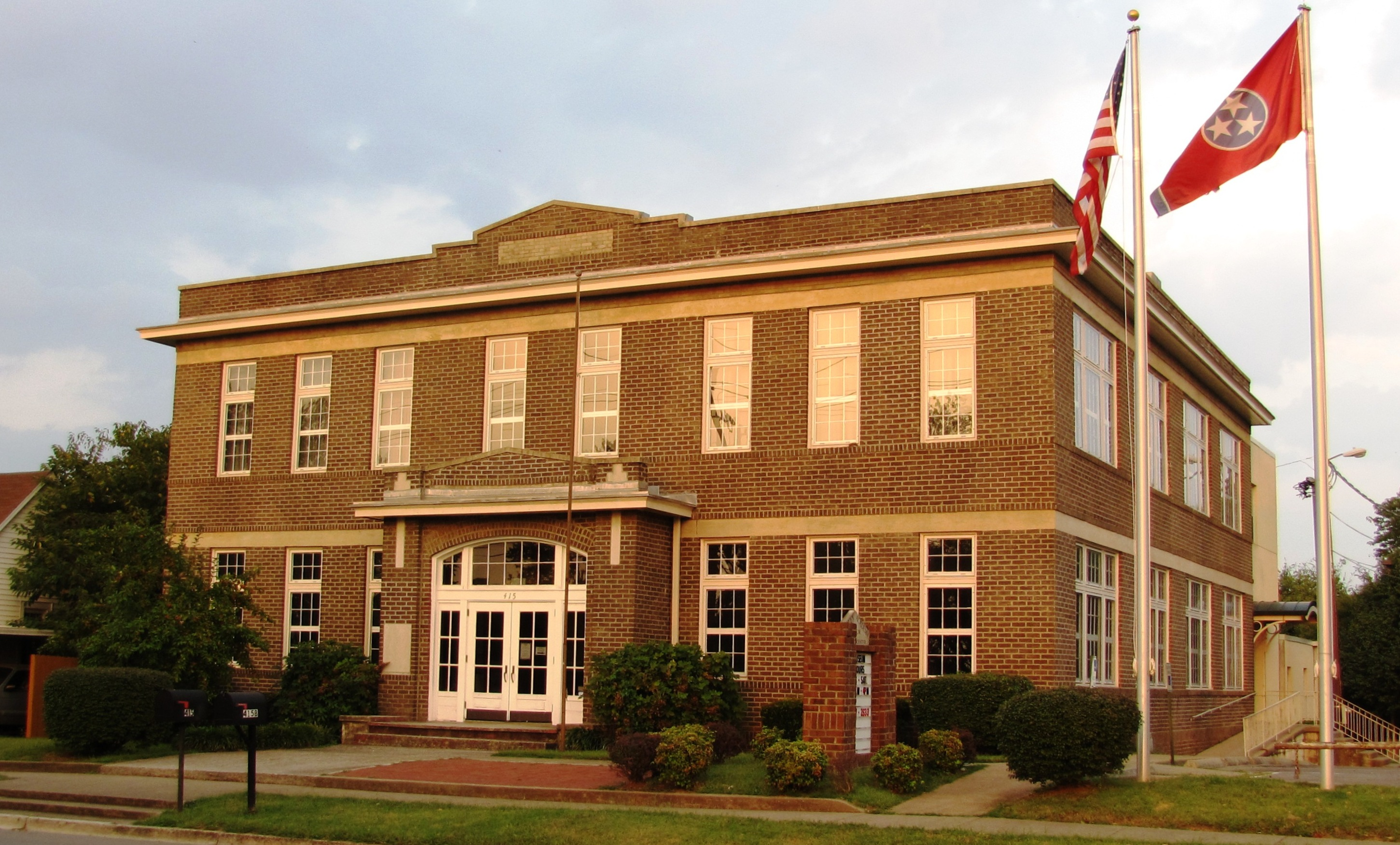
Музей «Академия Брэдли»

### Искусство
- В Мерфрисборо регулярно проводятся различные музыкальные фестивали[19][20], этот город является родиной многих музыкантов и музыкальных коллективов: Destroy Destroy Destroy, De Novo Dahl[англ.], Feable Weiner[англ.], Fluid Ounces, Self[англ.], The Katies[англ.], The Tony Danza Tapdance Extravaganza[англ.].
- С 1964 года в Мерфрисборо даёт представления «Маленький театр», известный своими нестандартными постановками[21].
- С 1983 года в городе проходит недельный международный фолк-фестиваль[22].
- С 2001 года в городе проходит кинофестиваль студентов Государственного университета Среднего Теннесси[англ.][23][24].
- К другим культурным субъектам города относятся Городской юношеский оркестр[25] и Youth Empowerment through Arts and Humanities[26].

### Музеи
- Discovery Center at Murfree Spring[англ.] — работает с 1986 года[27], по состоянию на 2013 год принимает около 130 000 посетителей ежегодно, имеет площадь более 80 000 м².
- Музей «Академия Брэдли» — здание выстроено в 1918 году и служило школой для цветных детей до 1955 года. В 1990 году внесено в НРИМ, с 2000 года работает как выставка-музей[28].
- Музей «Исторический дом „Оклендс“» — выстроен ок. 1818 года, в 1950-х годах лишился последнего владельца, подвергся вандализму и частичному разрушению, но был спасён администрацией города и с начала 1960-х годов работает как музей, в 1970 году добавлен в НРИМ[29].

## Демография
Почти на всём протяжении своего существования население города медленно, но неуклонно росло. К примеру, с начала 1850-х годов до начала 1940-х, за 90 лет, количество жителей увеличилось в 5 раз с примерно 2000 человек до примерно 10 000. Затем темпы роста увеличились: с начала 1940-х годов до 2008 года, менее, чем за 70 лет, количество горожан увеличилось в 10 раз и преодолело отметку в 100 000 человек.
2010 год
По переписи населения 2010 года в Мерфрисборо проживали 108 755 человек.
2012 год
По оценкам 2012 года средний доход домохозяйства Мерфрисборо составил 51 496 долларов в год, при среднем по штату 42 764 доллара; доход на душу населения был 23 735 долларов в год.
2013 год
По оценкам 2013 года в Мерфрисборо проживали 117 044 человека: 49,1 % мужчин и 50,9 % женщин. Средний возраст горожанина составил 29,3 лет, при среднем по штату 38 лет.
О происхождении своих предков жители города сообщили следующее: немцы — 10,5 %, ирландцы — 9,9 %, англичане — 9,5 %, французы — 2,4 %. Опрос горожан старше 15 лет показал, что 37,4 % из них не состоят в браке и никогда в нём не были, 44,4 % состоят в браке и живут совместно, 2,2 % состоят в браке, но живут раздельно, 3,8 % вдовствуют и 12,1 % находятся в разводе. 6,3 % жителей города были рождены вне США, при среднем по штату 4,5 %.
2014 год
По состоянию на июнь 2014 года безработица в городе составила 6,4 %, при среднем по штату 7,4 %.

## Прочие факты
- С 1972 года в городе функционирует баскетбольная арена Мёрфи-центр.
- С 1982 года в городе находится штаб-квартира компании Barrett Firearms — крупного производителя стрелкового оружия, оптических приборов и амуниции[32].
- В 2006 году журнал «Деньги»[англ.] поместил Мерфрисборо на 84 место (из 745) в своём списке «Лучшее место для жизни в США среди городов с населением свыше 50 000 человек»[33].
- Крупнейшим работодателем города в 2011 году стала компания Nissan — она предоставила 6050 рабочих мест[34].
- Два крупнейших торговых центра города — англ. Stones River Mall (работает с 1992 года, торговая площадь — более 62300 м², парковка на 3000 машин)[35] и англ. The Avenue Murfreesboro (работает с 2007 года, торговая площадь — более 75300 м²)[36].
- Медиа и СМИ города: ежедневная газета The Daily News Journal, радиостанции WGNS[англ.], WMOT[англ.], WMTS-FM[англ.], телестанция WETV-LP[англ.].
- Самое высокое здание города — Сити-Сентр (Суонсон-билдинг), имеющее 15 этажей и высоту 55,8 метров[37]. Оно было построено в 1989 году малоизвестным архитектором Джозефом Суонсоном. Крупнейший арендатор здания — Банк Америки.
- Крупнейшее кладбище города — «Вечнозелёное кладбище» площадью 90 акров и с почти 12 000 могил[38].